# Sylvia (časopis)
Sylvia je český ornitologický časopis. Vychází od roku 1936 a dnes ho vydává a rozšiřuje Česká společnost ornitologická. Jedná se o vědecký časopis, který otiskuje výzkumné články v oblasti ornitologie a výzkumu ptactva. Vychází jednou ročně. 